# Uzundere, Aybastı
Uzundere là một xã thuộc huyện Aybastı, tỉnh Ordu, Thổ Nhĩ Kỳ. Dân số thời điểm năm 2010 là 835 người.